# العلاقات البرازيلية السعودية
العلاقات البرازيلية السعودية؛ تتميز العلاقات بين الـمملكة العربية الـسعودية وجمهوريـة البرازيل الإتحادية بالإستقرار وبالاحترام المتبادل وبينهما توافق كبير حيال القضايا الدولية وتحظى سياسات المملكة في جميع جوانبها بالتقدير من الحكومة البرازيلية، ولا توجد عوائق تعترض تطوير العلاقات الثنائية.

## العلاقات الاقتصادية
- يعتبر التبادل التجاري بين البلدين من أهم ركائز العلاقة الثنائية، حيث تعتبر المملكة الشريك التجاري الرئيسي للبرازيل في الشرق الأوسط، هذا وقد بلغ حجم التبادل التجاري بين البلدين لعام 2011م نحو 5.58 بليون دولار أمريكي، تمثل فيه الصادرات السعودية للبرازيل نحو 2.75 بليون دولار أمريكي، والصـادرات البرازيليـة للمملكة نحو 2.83 بليون دولار أمريكي.
- شهدت التبادلات التجارية في السنوات الأخيرة نمواً مضطرداً، كما تنوعت الصادرات السعودية لتشمل إضافة إلى البترول ومشتقاته، الألمنيوم والكبريت والبلاستيك والكيماويات، وكذلك الصادرات البرازيلية لتشمل إضافة إلى المنتجات الزراعية واللحوم والدواجن، الآليات والسيارات وقطع الغيار والمعدات الكهربائية والطائرات.
- شاركت المملكة في أعمال مؤتمر قمة الأرض التي استضافتها البرازيل عام 1992م.
- شاركت المملكة في أعمال القمة العربية ـ الأمريكية الجنوبية التي عقدت في برازيليا عام 2005م ودعت إليها البرازيل.
- شاركت المملكة في أعمال القمة العربية ـ الأمريكية الجنوبية الثانية والتي عقدت في دولة قطر في نهاية مارس وبداية إبريل عام 2009م.

## اتفاقيات التعاون المشترك
توجد اتفاقيات بين البلدين هي:
- مذكرة تفاهم في المجال السياسي 16/5/2009م
- اتفاقية عامة (إطارية) 16/5/2009م
- اتفاقية في مجال العلوم والتقنية 13/8/1981م
- بروتوكول تعاون في مجال الصناعات الحربية 9/10/1984م

ويجري التباحث على الدخـول في مفاوضات لإبـرام عدد من الاتفاقيات الأخرى، مثل:
- تشجيع وحماية الإستثمار
- تجنب الازدواج الضريبي
- التعاون الثقافي
- التعاون بين الجامعات في البلدين
- التعاون في مجال الرياضة
- التعاون في المجال الأمني

## الزيارات التاريخية
- زيارة الملك عبد الله بن عبد العزيز آل سعود للبرازيل عام 2000م (عندما كان وليا للعهد).
- الزيارة الرسمية لفخامة الرئيس البرازيلي للمملكة 21ـ22/5/1430هـ (أول زيارة لرئيس برازيلي للمملكة).
- زيارة وزير الخارجية للمشاركة في المنتدى الثالث لتحالف الحضارات بريو دي جانيرو.
- زيارة وزير الزراعة الدكتور فهد بن عبد الرحمن بالغنيم.
- زيارة الأمير الدكتور/ تركي بن سعود بن محمد آل سعود نائب رئيس مدينة الملك عبد العزيز للعلوم والتقنية لمركز أبحاث الفضاء البرازيلي.
- مشاركة وكيل وزارة الثقافة والإعلام للشئون الثقافية الدكتور/ عبد العزيز بن محمد السبيل في الاجتماع الثاني لوزراء الثقافة لدول أمريكا الجنوبية والدول العربية.
- زيارة وزير الخارجية البرازيلي (سيلسو أموريم) للمملكة واجتماعه بخادم الحرمين الشريفين وتسليمه دعوة من الرئيس البرازيلي لزيارة البرازيل.
- مشاركة البرازيل في الاجتماع الوزاري العربي ـ الأمريكي الجنوبي بشأن البيئة الذي عقد في الرياض، عقب مشاركة المملكة في الاجتماع التمهيدي لهذا الاجتماع الوزاري في مدينة ريسيفي البرازيلية في أغسطس الماضي.
- مشاركة وزير المعادن والطاقة البرازيلي (إديسون لوبون) ورئيس مؤسسة البترول البرازيلية (جوزيه سيرجيو جبرييلي) في اجتماع الدول المنتجة والدول المصدرة للبترول الذي عقد في جدة بالمملكة.
- زيارة الأمير/ نواف بن فيصل بن عبد العزيز، نائب الرئيس العام لرعاية الشباب للبرازيل واجتماعه بوزير الرياضة البرازيلي ورئيس اللجنة الأولمبية البرازيلية وحاكم ولآية ريو دي جانيرو ورئيس بلدية العاصمة.
- زيارة محافظ مؤسسة النقد العربي السعودي الأستاذ/ حمد السياري ومسـتشار وزير المالية الأستاذ/ سليمان التركي للبرازيل ومشاركتهما في اجتماع وزراء مالية مجموعة العشرين التحضيري لقمة واشنطن.
- زيارة نائب وزير التربية والتعليم، لتعليم البنات السيدة/ نورة الفايز للمشاركة في مؤتمر تعليم الكبار.
- زيارة المدير العام للهيئة العربية السعودية للمواصفات والمقاييس الأستاذ/ نبيل بن أمين ملا للبرازيل للمشاركة في الاجتماع السنوي الثاني والسبعين للهيئة الدولية الكهروتقنية.
- زيارة كل من الدكتور/ محمد بن عبد الله الحربي، مدير عام الحماية الاجتماعية بوزارة الشئون الاجتماعية والأستاذ/ عادل بن نسيم فرحات، مساعد مدير عام التعاون الدولي بوزارة الشئون الاجتماعية للبرازيل للمشاركة في اجتماع مجلس إدارة منظمة الأسرة العالمية.
- زيـارة وفـد أكاديمي من جامعـة المـلك عبد العزيز لبعض الجامعـات والمؤسسات التعليمية البرازيلية.
- مشاركة وفد من رابطة العالم الإسلامي برئاسـة الدكتور/ عادل بن علي الشدي في مؤتمر الحوار بين إتباع الديانات السماوية في البرازيل.
- وفد جامعة الملك فيصل إلى جامعة «يونيكامب»Unicamp بولاية ساو باولو.
- زيارة الوفد الشبابي للمشاركة في المنتدى السعودي البرازيلي برئاسة وكيل وزارة الخارجية السفير/ د. يوسف بن طراد السعدون.
- زيارة وفد رجال الأعمال السعوديين للسوق الدولية للمنسوجات في «سانتا كاتارينا» Santa Catarina.
- زيارة مدير عام المؤسسة العامة للصناعات الحربية اللواء المهندس/ د. عبد العزيز بن إبراهيم الحديثي للبرازيل والمشاركة في معرض الدفاع والأمن LAAD الذي يعقد سنويا في مدينة «ريو دي جانيرو».
- زيارة وفد صندوق التنمية العقارية برئاسة رئيس الصندوق الأستاذ/ محمد بن علي العبداني للتعرف على تجربة البرازيل وبرنامج «منزلي حياتي»
- زيارة وفد وزارة الزراعة لولاية «بارا» للتحقق من مستوى المراقبة الصحية في الولاية لمرض الحمى القلاعية.
- زيارة الرئيس البرازيلي لولا دا سيلفا في نوفمبر2023 إلى المملكة العربية السعودية ولقاءه مع ولي العهد السعودي الأمير محمد بن سلمان وشهدا مراسم توقيع مذكرة تفاهم ثنائية بين البلدين في مجال الطاقة.[3]

## وصلات خارجية
السفارة الـسعودية في برازيليا